# Rinteln
Rinteln (pronunciación en alemán: /ˈʁɪntl̩n/ⓘ) es una pequeña ciudad de la Baja Sajonia, Alemania. Está situada a las orillas del río Weser, con una población de 28.500 habitantes.
Es accesible por A2 autobahn (E30).

## Historia
El pueblo de Rinteln fue fundado alrededor de 1150 en la orilla norte del río Weser. Más tarde, en 1235, la localidad de Neu-Rinteln ( "Nuevo Rinteln") fue fundada en la orilla sur del país. Es el origen de la ciudad, a día de hoy, ya que el pueblo del norte fue abandonada en 1350 debido a la  peste. El pueblo creció, pasando a ser una ciudad fortificada, que sirvió como bastión del sur a los condes de Schaumburg.
Desde 1621 hasta su disolución en 1810, durante el Reino de Westfalia, bajo el reinado de Jérôme Bonaparte, Rinteln fue la sede de una universidad. Schaumburg, cuando se dividió en 1640, Rinteln se convirtió en la capital de la parte oriental, que retuvo el nombre de "Schaumburg". El 'Eulenburg' en Rinteln se convirtió en la sede de la cuenta. Rinteln siguió siendo la capital de la provincia y más tarde de la zona, hasta que se fusionó con el vecino distrito de Schaumburg-Lippe, en 1977.

## Pueblos
- Ahe
- Deckbergen
- Engern
- Exten
- Friedrichshöhe
- Friedrichswald
- Goldbeck
- Hohenrode
- Kohlenstädt
- Krankenhagen
- Möllenbeck
- Rinteln
- Schaumburg
- Steinbergen
- Strücken
- Todenmann
- Uchtdorf
- Volksen
- Wennenkamp
- Westendorf

## Ciudades hermanadas
- Kendal, Cumbria
- Slawno, Pomerania